# Matteo Paleologo Asen
Matteo Paleologo Asen (in greco Ματθαῖος Παλαιολόγος Ἀσάνης?; ... – 29 marzo 1467) era un aristocratico e funzionario tardo-bizantino, legato alle dinastie degli Asen e dei Paleologi.

## Biografia
Era figlio di Paolo Asen e fratello di Simonis e Teodora Asanina. Nel 1441, la sorella Teodora sposò il despota Demetrio Paleologo, alla cui carriera si intrecciò il destino di Matteo. Lo storico bulgaro Ivan Bozhilov ipotizza che Matteo sia nato nei primi anni del XV secolo, ma prima del 1405 circa.
Matteo compare per la prima volta nel settembre 1423, quando viene inviato insieme al cognato come inviato presso il re Sigismondo d'Ungheria. Nel 1442 partecipa attivamente al fallito assedio di Costantinopoli da parte di Demetrio, assistito dagli Ottomani. I due furono arrestati su ordine dell'imperatore Giovanni VIII Paleologo, ma riuscirono a fuggire e furono temporaneamente ospitati dai genovesi a Galata.
Accompagnò poi Demetrio al suo posto di governatore di Lemno, seguendolo poi nel Despotato di Morea. Nel 1452 ottenne una vittoria su una armata ottomana comandato da Ahmet Bey a Leontari, attirandola in una stretta gola. La maggior parte dei turchi cadde e lo stesso Ahmet Bey fu catturato.
Dal 1454 fu governatore di Corinto, fino a quando cedette la fortezza al sultano ottomano Maometto II nel 1458. A metà maggio del 1460, quando Maometto arrivò a Corinto e pretese che Demetrio, suo vassallo, gli venisse incontro, quest'ultimo ebbe paura e mandò Matteo al suo posto. Il Sultano era noto per il rispetto che nutriva nei confronti di Matteo, ma la mancata presentazione di Demetrio lo fece infuriare e non fu placato dai sontuosi doni che Matteo portò con sé. Matteo fu messo agli arresti e Maometto marciò contro Mistra, la capitale della Morea. Demetrio si arrese il 29 maggio, ponendo fine al Despotato. Come ricompensa, Demetrio ricevette in appannaggio la città di Ainos, in Tracia, dove lui, Teodora e Matteo trascorsero i sette anni successivi. A quel punto, improvvisamente, caddero dal favore del Sultano e furono spodestati. Secondo Giorgio Sfranze, fonte certamente ostile, ciò avvenne perché Matteo, responsabile del monopolio del sale, permise ai suoi subordinati di truffare i funzionari fiscali del Sultano. Demetrio, Teodora e Matteo lasciarono Ainos per Didymoteicho, dove vissero in grande povertà, e dove Matteo morì il 29 marzo 1467. In seguito il Sultano ebbe pietà di Demetrio e di sua moglie, permettendo loro di stabilirsi ad Adrianopoli, vicino alla figlia Elena, e fornendo loro un piccolo sussidio fino alla loro morte nel 1470.
Matteo Paleologo Asen era sposato con la figlia sconosciuta del Mesazon Eudaimonoioannes. Molto probabilmente ebbe un'unica figlia sconosciuta che morì poco dopo di lui. Bozhilov teorizza che Tommaso Asen Paleologo, esule bizantino nel Regno di Napoli e lui stesso "signore di Corinto", fosse suo nipote.